# Jardin hollandais
 (août 2023).
La mise en forme du texte ne suit pas les recommandations de Wikipédia : il faut le « wikifier ».
Les points d'amélioration suivants sont les cas les plus fréquents. Le détail des points à revoir est peut-être précisé sur la page de discussion.
- Les titres sont pré-formatés par le logiciel. Ils ne sont ni en capitales, ni en gras.
- Le texte ne doit pas être écrit en capitales (les noms de famille non plus), ni en gras, ni en italique, ni en « petit »…
- Le gras n'est utilisé que pour surligner le titre de l'article dans l'introduction, une seule fois.
- L'italique est rarement utilisé : mots en langue étrangère, titres d'œuvres, noms de bateaux, etc.
- Les citations ne sont pas en italique mais en corps de texte normal. Elles sont entourées par des guillemets français : « et ».
- Les listes à puces sont à éviter, des paragraphes rédigés étant largement préférés. Les tableaux sont à réserver à la présentation de données structurées (résultats, etc.).
- Les appels de note de bas de page (petits chiffres en exposant, introduits par l'outil «  Source ») sont à placer entre la fin de phrase et le point final[comme ça].
- Les liens internes (vers d'autres articles de Wikipédia) sont à choisir avec parcimonie. Créez des liens vers des articles approfondissant le sujet. Les termes génériques sans rapport avec le sujet sont à éviter, ainsi que les répétitions de liens vers un même terme.
- Les liens externes sont à placer uniquement dans une section « Liens externes », à la fin de l'article. Ces liens sont à choisir avec parcimonie suivant les règles définies. Si un lien sert de source à l'article, son insertion dans le texte est à faire par les notes de bas de page.
- La présentation des références doit suivre les conventions bibliographiques. Il est recommandé d'utiliser les modèles {{Ouvrage}}, {{Chapitre}}, {{Article}}, {{Lien web}} et/ou {{Bibliographie}}. Le mode d'édition visuel peut mettre en forme automatiquement les références.
- Insérer une infobox (cadre d'informations à droite) n'est pas obligatoire pour parachever la mise en page.

Pour une aide détaillée, merci de consulter Aide:Wikification.
Si vous pensez que ces points ont été résolus, vous pouvez retirer ce bandeau et améliorer la mise en forme d'un autre article.

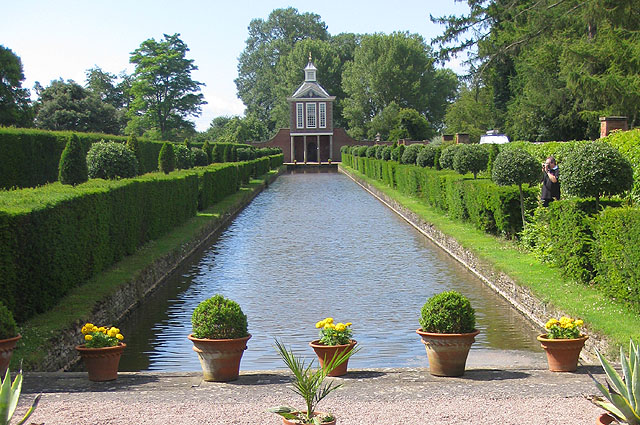
Le canal principal de Westbury Court Garden, maintenant restauré dans son état putatif en 1700.

Un jardin hollandais désigne d'abord les jardins des Pays-Bas, mais également, essentiellement dans les pays anglophones, divers types de jardins considérés traditionnellement comme relevant du style hollandais ; cette approche a cependant été largement contestée[pourquoi ?] par les historiens des jardins[Lesquels ?] au cours des dernières décennies. Traditionnellement, le style des jardins néerlandais a généralement suivi les tendances des pays voisins, mais dès le début de la période moderne, les jardins néerlandais se distinguaient par la plus grande variété de plantes disponibles dans le reste de l'Europe au nord des Alpes, et par l'accent mis sur les plantes spécimens individuelles, souvent plantées de manière éparse dans un massif. Au XVIIe et au XVIIIe siècle, la domination des Hollandais dans la publication d'ouvrages botaniques s'est traduite par une position très forte dans la sélection et la culture des plantes de jardin, position qu'ils conservent encore aujourd'hui. Les Néerlandais se sont peut-être aussi distingués par leur utilisation efficace de l'espace et, dans de grands exemples, par l'utilisation de topiaires (buissons et arbres sculptés) et de petits "canaux", de longues étendues d'eau artificielles, minces et rectangulaires. Le style "hollandais" est généralement associé aux styles formels des grands jardins de la seconde moitié du XVIIe siècle, qui se sont étendus sur quelques décennies.
Du fait que les Pays-Bas sont l'un des pays les plus densément peuplés, les jardins sont généralement petits et les maisons étant placées les unes à côté des autres, il n'y a pas beaucoup de lumière disponible. Depuis le 19e siècle, les jardins néerlandais se sont adaptés à des tendances plus larges, principalement en provenance d'Angleterre et de France. Ils sont relativement petits et tendent à être "autonomes et introspectifs", avec moins de liens avec le paysage environnant. Depuis la fin du XVIIIe siècle, la plupart des grands jardins néerlandais ont adopté la version continentale du style de jardin paysager anglais, du moins pour les zones situées au-delà des environs immédiats de la maison. On trouve également de nombreux jardins forestiers datant de la fin du 19e siècle et du début du 20e siècle.

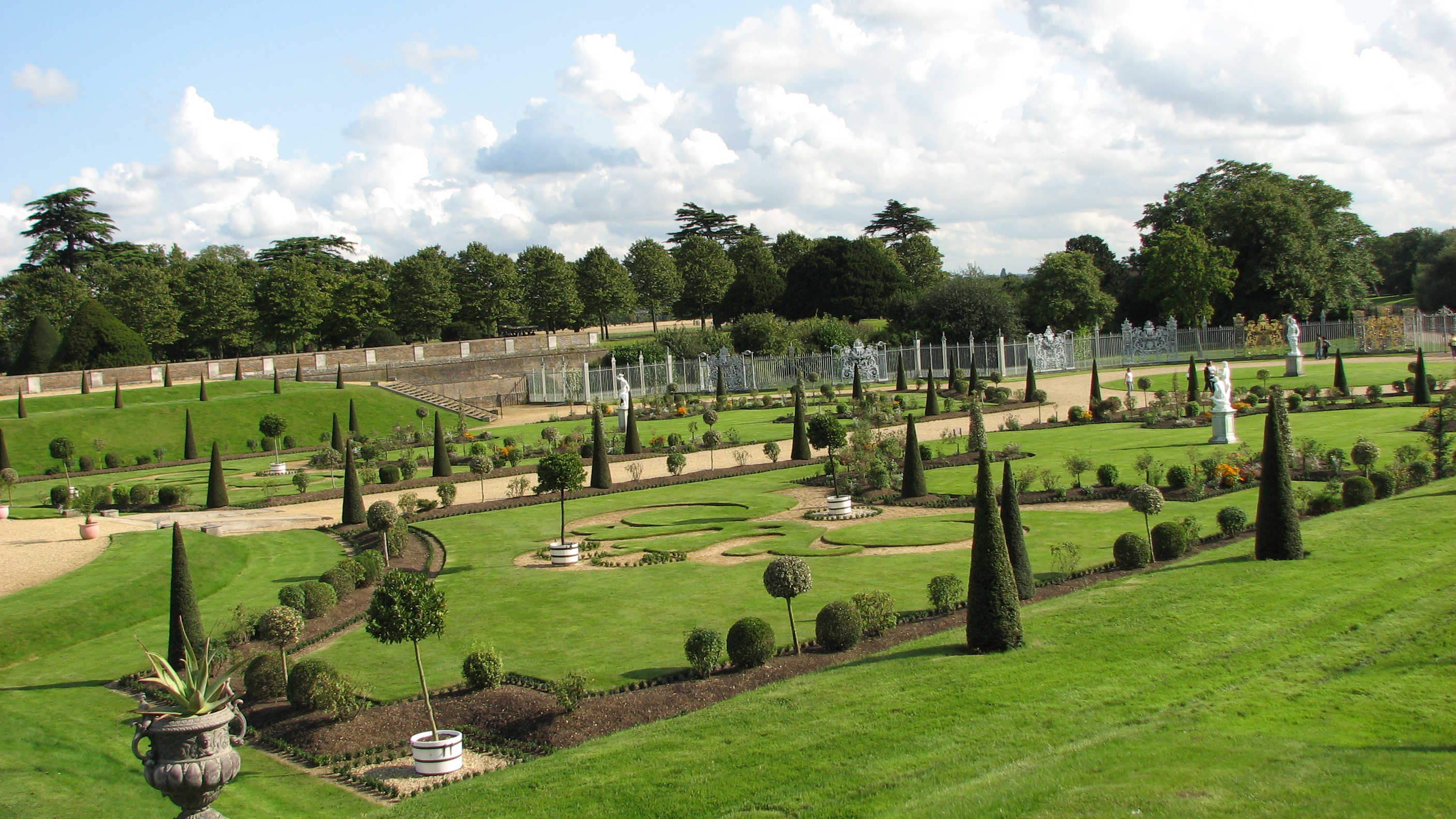
Le jardin privé du palais de Hampton Court, en septembre

L'histoire des jardins « à la hollandaise » à l'étranger commence peut-être au XVIIe siècle. D'une part, ceux-ci se concentrent sur l'exposition de plantes spécimens, initialement souvent importées des Pays-Bas. Dans les grands jardins, on trouve souvent des canaux et des topiaires. Cependant, ces deux caractéristiques pourraient très bien avoir été importées de France aux Pays-Bas, et leur apparition en Angleterre pourrait provenir de l'un ou des deux pays. Les haies à feuilles persistantes, plutôt que celles d'espèces à feuilles caduques comme le charme, sont également considérées comme un style hollandais caractéristique depuis le XVIIe siècle. David Jacques, dans un article de 2002 intitulé « Qui sait ce qu'est un jardin hollandais ? », conclut que la description n'a jamais été exacte et « il est temps que les historiens du style de jardin anglais évitent les étiquettes telles que « hollandais .

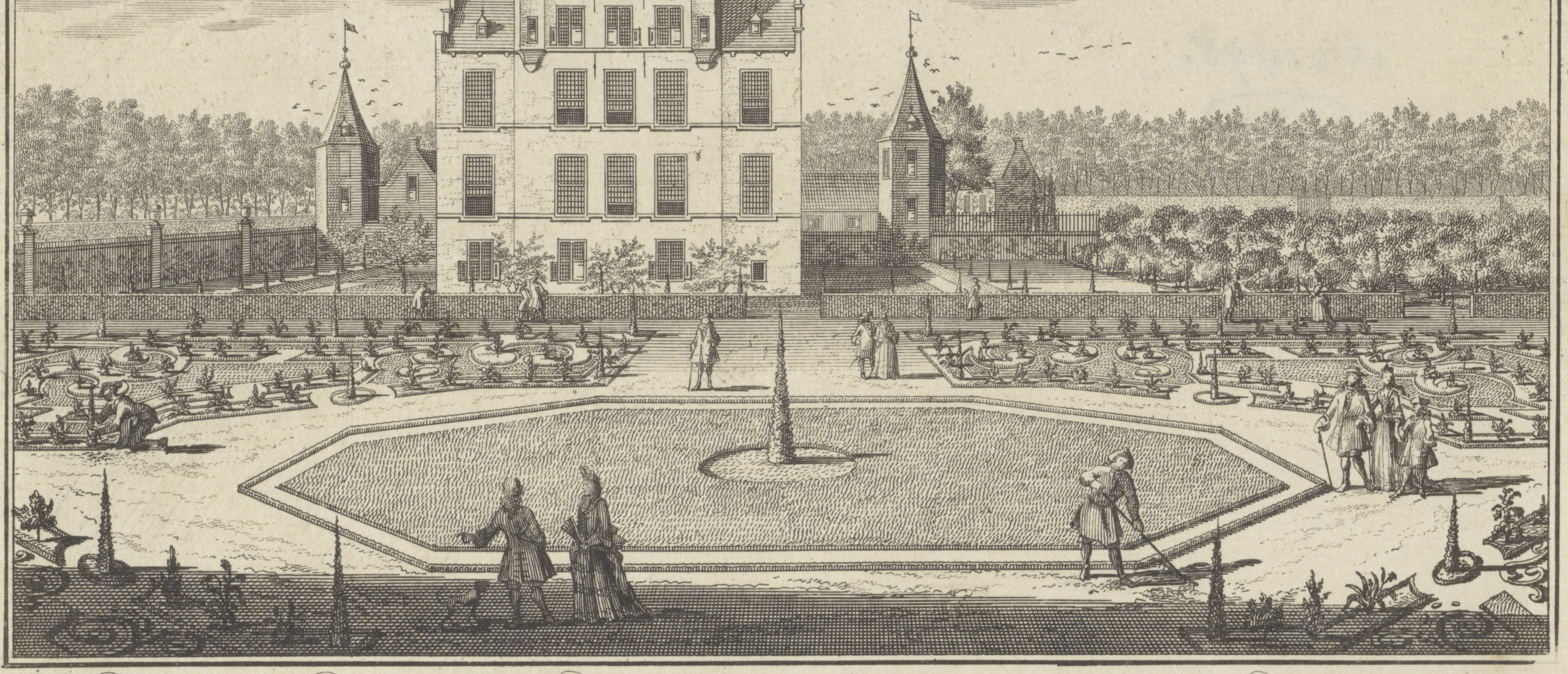
Détail d'une gravure du jardin du château d'Utrecht, vers 1700

On considérait comme "hollandais" les jardins de fleurs rectangulaires, souvent légèrement enfoncés dans les gradins, et aujourd'hui fortement plantés. De même, tout jardin comportant un grand nombre de tulipes est facilement étiqueté comme un jardin hollandais.

## Style à la hollandaise

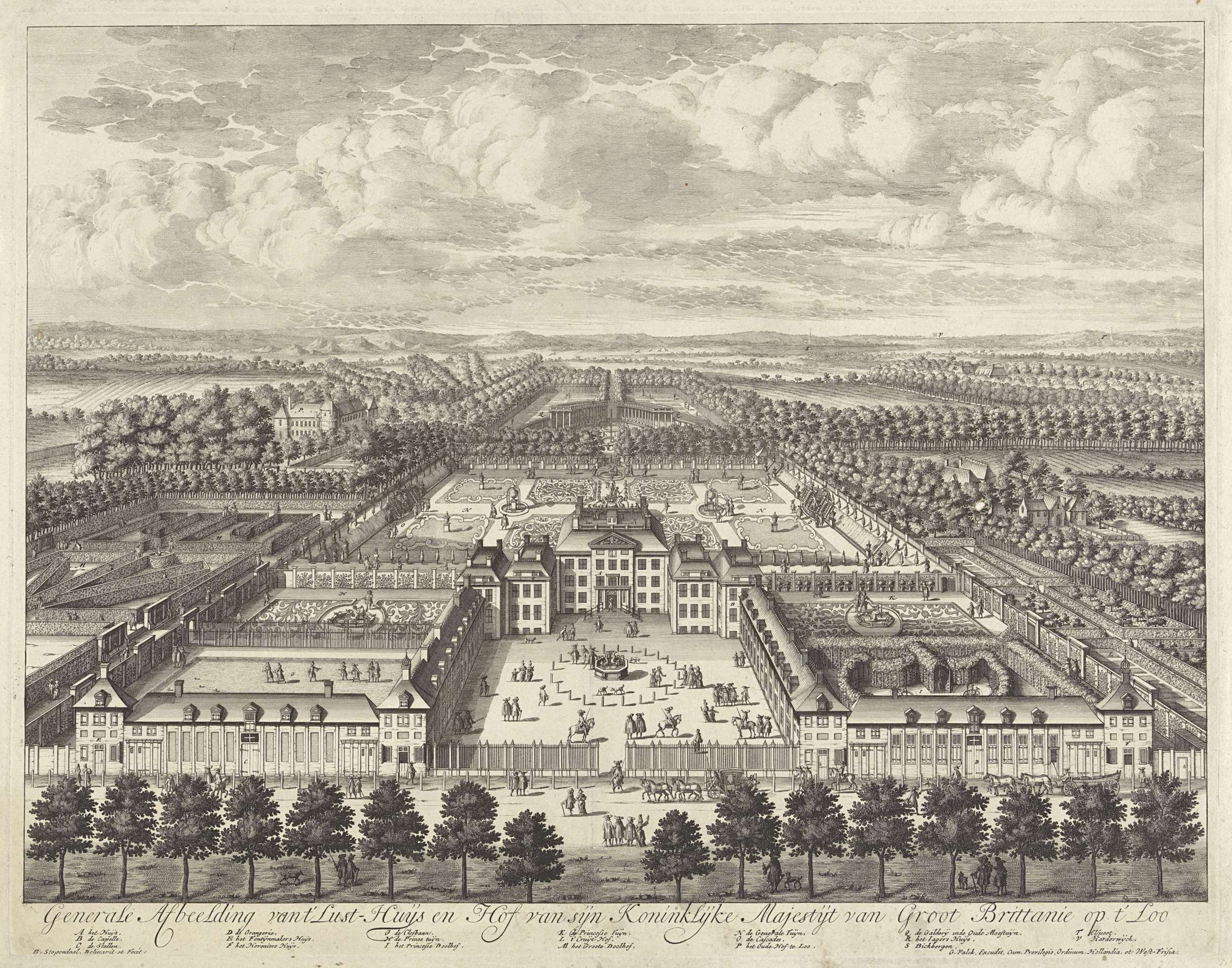
Palais Het Loo, vers 1693 ; peut-être en partie planifié mais pas terminé.

Les jardins du palais Het Loo, aménagés par un élève de Le Nôtre sous Guillaume III, étaient la plus grande version hollandaise du jardin à la française, dans le style des jardins de Versailles ; au cours des dernières décennies, ils ont été en partie revenus à ce style, avec des parterres aux motifs élaborés. Mais on ne peut pas dire que celles-ci soient typiques du style hollandais.
Même les plus grands jardins hollandais du XVIIe siècle sont petits par rapport à leurs équivalents français et anglais, mais combinent souvent le même ensemble d'éléments « dans des enceintes joyeusement bondées, avec des treillis, des haies et des parterres courbés reflétant les grilles des portes en ferronnerie populaires ». La valeur des terres était élevée et les Néerlandais sentaient qu'ils souffraient de vents violents ainsi que d'un excès d'eau, ce qui leur imposait un style composé d'étangs, de canaux et de haies.

## Jardin de Hollande
Le petit jardin clôturé de la Hollande, défendu par la Vierge néerlandaise (en) et le lion batave, était et - dans une certaine mesure - est toujours une métaphore patriotique populaire de l'indépendance des Pays-Bas, apparue pour la première fois à la fin du XVIe siècle. Elle s'inspire de l’Hortus conclusus médiéval. De nombreuses gravures et formes d'arts décoratifs le représentent, dont quelques-unes présentent un intérêt du point de vue de l'histoire des jardins. Lorsqu'il y a un seul arbre dans le jardin, il représente la Maison d'Orange, qui a souvent besoin d'être replantée.

## Flore
Les fleurs communes dans le jardin hollandais sont :
- Tulipe
- Anémones
- Lily Calla
- Narcisse
- Des roses
- Perce-neige
- Crocus

## Jardins remarquables aux Pays-Bas
- Le Keukenhof
- Prinsentuin (Groningue) jardin principalement à la française pour un palais du XVIIIe siècle
- Jardins du Château d'Arcen
- Jardins du château d'Oud-Valkenburg
- Jardin de la cour de Westbury

## Remarques
1. ↑  Jacques (2002), 124
2. ↑  Jacques (2002), 129
3. ↑  Quest-Ritson, 81-82
4. ↑  Uglow, 122
5. ↑  Jacques (2002), 115